# Sutvara
Sutvara (cyr. Сутвара) – wieś w Czarnogórze, w gminie Kotor. W 2011 roku liczyła 330 mieszkańców.